# Bni Drar
Bni Drar (arabisch بني درار) ist eine Stadt mit etwa 11.000 Einwohnern in der Präfektur Oujda-Angad in der Region Oriental im Nordosten Marokkos.

## Lage und Klima
Bni Drar liegt etwa 5 km westlich der algerischen Grenze und etwa 22 km nördlich der Großstadt Oujda. Die Küstenstadt Saidia an der Mittelmeerküste ist etwa 45 km nördlich entfernt. Das Klima ist trocken bis gemäßigt; Regen (ca. 345 mm/Jahr) fällt ganz überwiegend im Winterhalbjahr. Der internationale Flughafen Oujda-Angads ist etwa 10 km südlich.

## Bevölkerung
Offizielle Bevölkerungsstatistiken werden erst seit 1994 geführt und veröffentlicht.
| Jahr      | 1994  | 2004  | 2014   | 2024   |
| Einwohner | 6.663 | 8.919 | 10.934 | 10.907 |

Das Bevölkerungswachstum früherer Jahre beruht zu einem wesentlichen Teil auf der Zuwanderung von Berberfamilien aus dem Umland. Man spricht hauptsächlich Marokkanisches Arabisch.

## Wirtschaft
Heute ist die Stadt geprägt von Kleinhandel, Handwerk und Dienstleistungsbetrieben aller Art. Die zahlreichen Fleischrestaurants ziehen Touristen aus Oujda, Berkane und Ahfir an.

## Stadtbild
Das Stadtbild besteht eher aus einfachen Vierteln. Die Arbeitslosen- und Armutsquote ist im marokkanischen Vergleich hoch.